# Rádio Televisão Iugoslava
Rádio Televisão Iugoslava (Jugoslavenska radiotelevizija /Југословенска радиотелевизија ou Jugoslavenska radio-televizija /Југословенска радио-телевизија; JRT / ЈРТ) era o sistema nacional de radiodifusão pública na República Socialista Federativa da Iugoslávia. Consistia em oito centros subnacionais de transmissão de rádio e televisão, cada um sediado em uma das seis repúblicas constituintes e duas províncias autônomas da Iugoslávia.

## História
A JRT foi um dos membros fundadores da União Europeia de Radiodifusão, e a RSF Iugoslávia foi o único país socialista entre seus membros fundadores. 
Entre outras atividades, a JRT organizou a Jugovizija (final nacional iugoslava) do Festival Eurovisão da Canção e transmitiu ambos os eventos para o público iugoslavo. 
Cada centro de televisão criava sua própria programação de forma independente, e alguns deles operavam vários canais. O sistema foi dissolvido durante a dissolução da Iugoslávia no início da década de 1990, quando a maioria das repúblicas se tornaram países independentes.  Como resultado, os centros de transmissão outrora subnacionais tornaram-se emissoras públicas dos estados recém-independentes, com nomes alterados:
| Unidade Federal                              | Sede      | Estabelecido como | Lançamento na TV       | Emissora atual                                   |
| -------------------------------------------- | --------- | ----------------- | ---------------------- | ------------------------------------------------ |
| República Socialista da Bósnia e Herzegovina | Sarajevo  | RTV Sarajevo      | 1 de junho de 1961     | Rádio e Televisão da Bósnia e Herzegovina (BHRT) |
| República Socialista da CroáciaCroácia       | Zagreb    | RTV Zagreb        | 15 de maio de 1956     | Radiotelevisão Croata (HRT)                      |
| República Socialista da Macedônia            | Escópia   | RTV Escópia       | 14 de dezembro de 1964 | Rádio Televisão da Macedônia (MRT)               |
| República Socialista de Montenegroontenegro  | Titogrado | RTV Titogrado     | 4 de maio de 1964      | Rádio Televisão de Montenegro (RTCG)             |
| República Socialista da Sérvia               | Belgrado  | RTV Belgrado      | 23 de agosto de 1958   | Rádio Televisão da Sérvia (RTS)                  |
| República Socialista da Eslovênia            | Liubliana | RTV Liubliana     | 11 de novembro de 1958 | Rádio Televisão da Eslovênia (RTVSLO)            |
| Província Socialista Autónoma do Kosovo      | Pristina  | RTV Pristina      | 1975                   | Rádio Televisão do Kosovo (RTK)[a]               |
| Província Socialista Autônoma da Voivodina   | Novi Sad  | RTV Novi Sad      | 26 de novembro de 1975 | Rádio Televisão da Voivodina (RTV)               |

## Frequências
Frequências de TV JRT: 
- 1956: Zagreb 1
- 1958: Beograd 1
- 1958: Ljubljana 1
- 1961: Sarajevo 1
- 1964: Skopje 1
- 1970: Ljubljana 2
- 1971: Koper – Capodistria
- 1971: Titogra
- 1971: Beograd 2
- 1972: Zagreb 2
- 1975: Novi Sad
- 1975: Pristina
- 1977: Sarajevo 2
- 1978: Skopje 2
- 1979: Split (testes; tornou-se um Centro RTV da RTVZ em 1980)
- 1988: Zagreb 3, retransmissões de programas via satélite (geralmente Super Channel e Sky Channel); programa completo iniciado em 1989 como Z3
- 1989: Beograd 3K, o mesmo que Zagreb 3; programa completo de julho de 1989
- 1989: 3P Novi Sad (tempo compartilhado com Beograd 3)
- 1989: Sarajevo 3, igual a Beograd 3K e Zagreb 3
- 1991: Novi Sad Plus
- 1991: Skopje 3, igual a Beograd 3K e Zagreb 3
- 1991: Titograd 3K, o mesmo que todos os terceiros canais mencionados